# Aulis Sallinen
Aulis Sallinen  est un compositeur finlandais né le 9 avril 1935 à Salmi (Finlande, aujourd’hui en Russie).

## Biographie
Sa ville natale est conquise par l’Union soviétique à l’issue de la guerre de Continuation alors qu’il n’a que 9 ans. Il étudie d’abord le violon et le piano. Il se passionne autant pour le jazz que pour la musique classique. Très créatif, il improvise dès l’adolescence avant de se consacrer à la composition. 
En 1960, il est admis à l'Académie Sibelius, avec notamment Joonas Kokkonen comme professeur. 
Son diplôme obtenu, il devient professeur à l'Académie Sibelius, puis fait partie du comité directeur de l’Orchestre symphonique de la radio finlandaise. Dix ans plus tard, il dirige l’association des compositeurs finlandais.
En 1981, le gouvernement finlandais le nomme « professeur des arts vivants » et lui octroie un traitement qui lui permet de se consacrer à la composition.
En 1955, Aulis Sallinen épouse Pirkko Ainikki Holvisola (1935–1997) et ils auront quatre enfants. 
Sa seconde épouse est la soprano Maija Lokka.

## Œuvres principales

### Œuvres symphoniques
- Symphonie nº 1 (1971)
- Symphonie nº 2 « Dialogue symphonique » (1972)
- Symphonie nº 3 (1975)
- Concerto pour violoncelle, op. 44 (1977)
- Symphonie nº 4, op. 49 (1979)
- Ombres, op. 52 (1982)
- Musique de chambre pour violoncelle et cordes « Danses nocturnes de Don Juan Quichotte » (1983)
- Symphonie nº 5 « Washington Mosaics », op. 57 (1985-1987)
- Musique de vie et de mort, pour baryton, chœur et orchestre (1995)
- Symphonie nº 6 From a New Zealand Diary op. 65 (1989-1990)
- Symphonie nº 7 The Dreams of Gandalf op. 71 (1995-1996)
- Symphonie nº 8 « Fragments automnaux » op. 81 (2001)

### Opéras
- Ratsumies (« Le Cavalier »), op.32 (1974)
- Punainen viiva (« La ligne rouge »), op.46 (1978)
- Kuningas lähtee Ranskaan (« Le Roi se rend en France »), op. 53 (1983)
- Kullervo, op.61 (1988)
- Palatsi (« Le Palace »), op. 68 (1991-1993)
- Kuningas Lear (« Le roi Lear »), op. 76 (1999)

### Œuvres pour orchestre de chambre
- Musique de chambre I op. 38 (1975)
- Musique de chambre II op. 41 (pour alto solo et orchestre à cordes) (1976)
- Musique de chambre III Don Juanquihoten yölliset tanssit op. 58 (pour violoncelle et pour orchestre à cordes) (1986)
- Musique de chambre IV (pour piano et orchestre à cordes) (2000)
- Musique de chambre V Barabbas muunnelmia op. 80 (pour accordéon et orchestre à cordes) (2000)
- Musique de chambre VI 3 invitations au voyage op. 88 (Solo pour quatuor à cordes et orchestre à cordes) (2005-2006)
- Musique de chambre VII Cruseliana op. 93 (quintette à vent et cordes) (2008)
- Musique de chambre VIII Paavo Haavikko In Memoriam op. 94 (pour violoncelle et cordes) (2008-2009)
- Sunrise Serenade op. 63 (2 trompettes, piano et orchestre à cordes) (1989)
- Kamarikonsertto op. 87 (violon, piano et orchestre de chambre) (2004-2005)
- Concerto pour clarinette, alto et orchestre de chambre op. 91 (2006-2007)
- concerto pour cor anglais et orchestre de chambre (2010)

## Prix et récompenses
- Prix de la culture de Vantaa (fi), 1977
- Prix musical du conseil nordique, 1978
- Prix Sibelius de Wihuri, 1983
- Prix Finlande, 2015